# La otra orilla (álbum)
La otra orilla es el décimo álbum (noveno de estudio) de la banda de rock española Reincidentes. 
El álbum constaba de una pista CD-ROM con el vídeo de la canción ¿Y ahora qué? y de 5 canciones (4 inéditas y una nueva versión del tema Un pueblo que Fermín Muguruza cantaba en el anterior disco del grupo: ¿Y ahora qué?). Los beneficios que se consiguieron con el mismo fueron en su totalidad destinados a financiar proyectos de integración de inmigrantes en Málaga, la ciudad donde se creó la banda.
La otra orilla fue autoeditado por los propios Reincidentes que recientemente habían roto el contrato con su anterior discográfica: RCA. La distribución del mismo corrió a cargo de BOA que también colaboró en el proyecto de forma desinteresada.
El disco que salió al mercado por un precio de 1000 pesetas (6 €) fue un éxito de ventas y se mantuvo durante 3 semanas consecutivas en la primera posición de la lista de los discos más vendidos de España.
Con su trabajo la banda pretendía según sus propias palabras: "poner en la conciencia de Europa un problema gravísimo que nos afecta a todos: el éxodo de miles de personas que se ven obligadas a abandonar sus hogares en busca de una vida más digna; una vida mejor en lugares donde terminan trasformándose en mano de obra extremadamente barata, sumisa y flexible, con la amenaza permanente de la ilegalidad".

## Lista de canciones
1. Un pueblo (2ª versión).
2. Rompan filas.
3. Recuerdo de las conversaciones de escalón, canuto y litrona en las que arreglábamos el mundo y que por desgracia aún tienen sentido.
4. Aquella hoja.
5. Englishpower.
6. ¿Y ahora qué? (pista en CD-ROM).